# Saccharomyces
Saccharomyces är ett släkte i riket svampar, lat. fungi, som innehåller många arter av jäst.  Saccharomyces kommer från Latin och betyder sockersvamp. Många av medlemmarna i släktet är viktiga vid livsmedelsframställning. Ett exempel är Saccharomyces cerevisiae, som används vid framställning av vin, bröd och öl. Andra familjemedlemmar är Saccharomyces bayanus, som används för vinframställning och Saccharomyces boulardii, som används i medicin. 